# Rembrandt Peale
Rembrandt Peale (Bucks megye, Pennsylvania, 1778. február 22. – 1860. október 3.) amerikai neoklasszicista arcképfestő.

## Munkássága
Charles Willson Peale  második fiaként született. Élete nagy részét Philadelphiában töltötte, ahol arcképfestőként dolgozott. Képeinek egy része olyan jelentős személyiségeket örökít meg, mint George Washington és Thomas Jefferson.

## Főbb művei

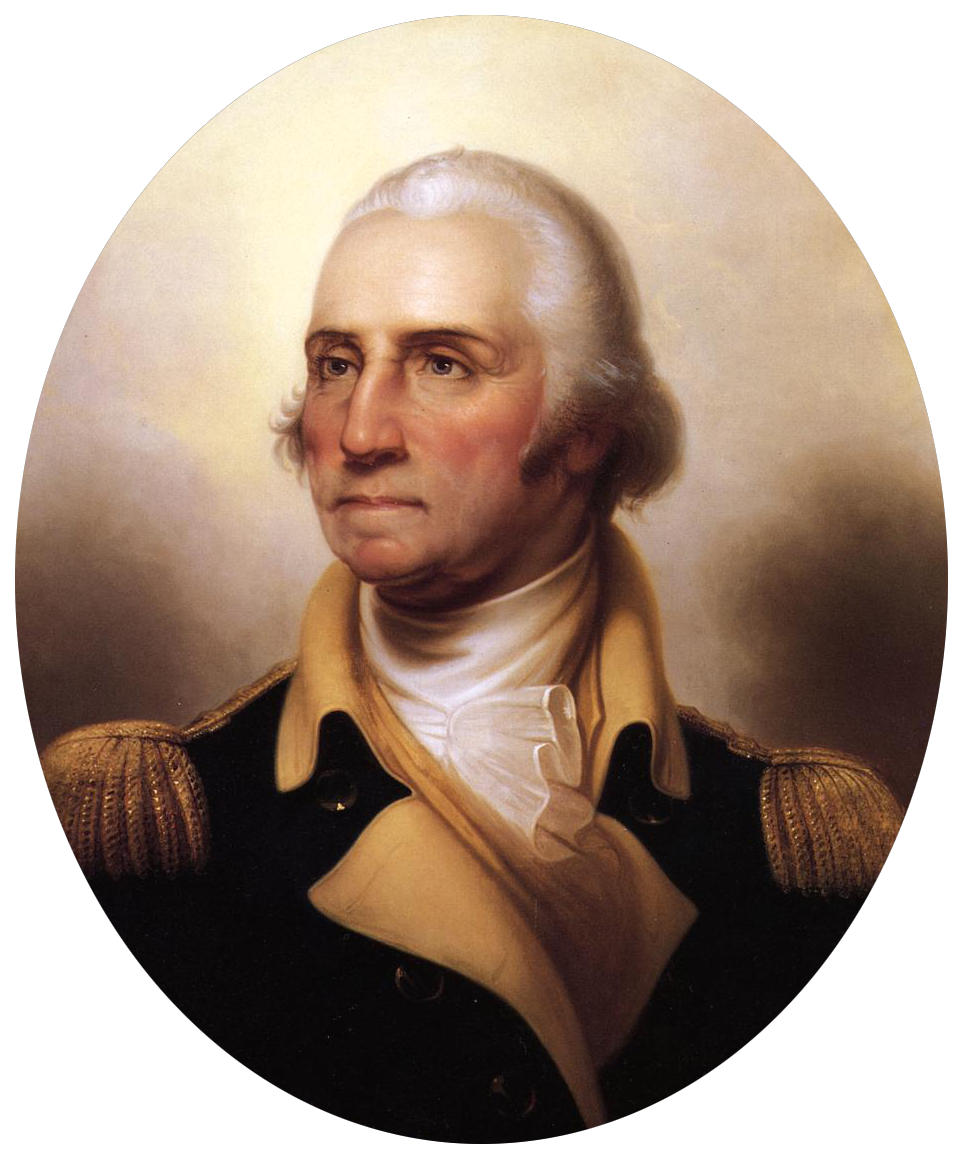
George Washington portréja (1795 - 1823)
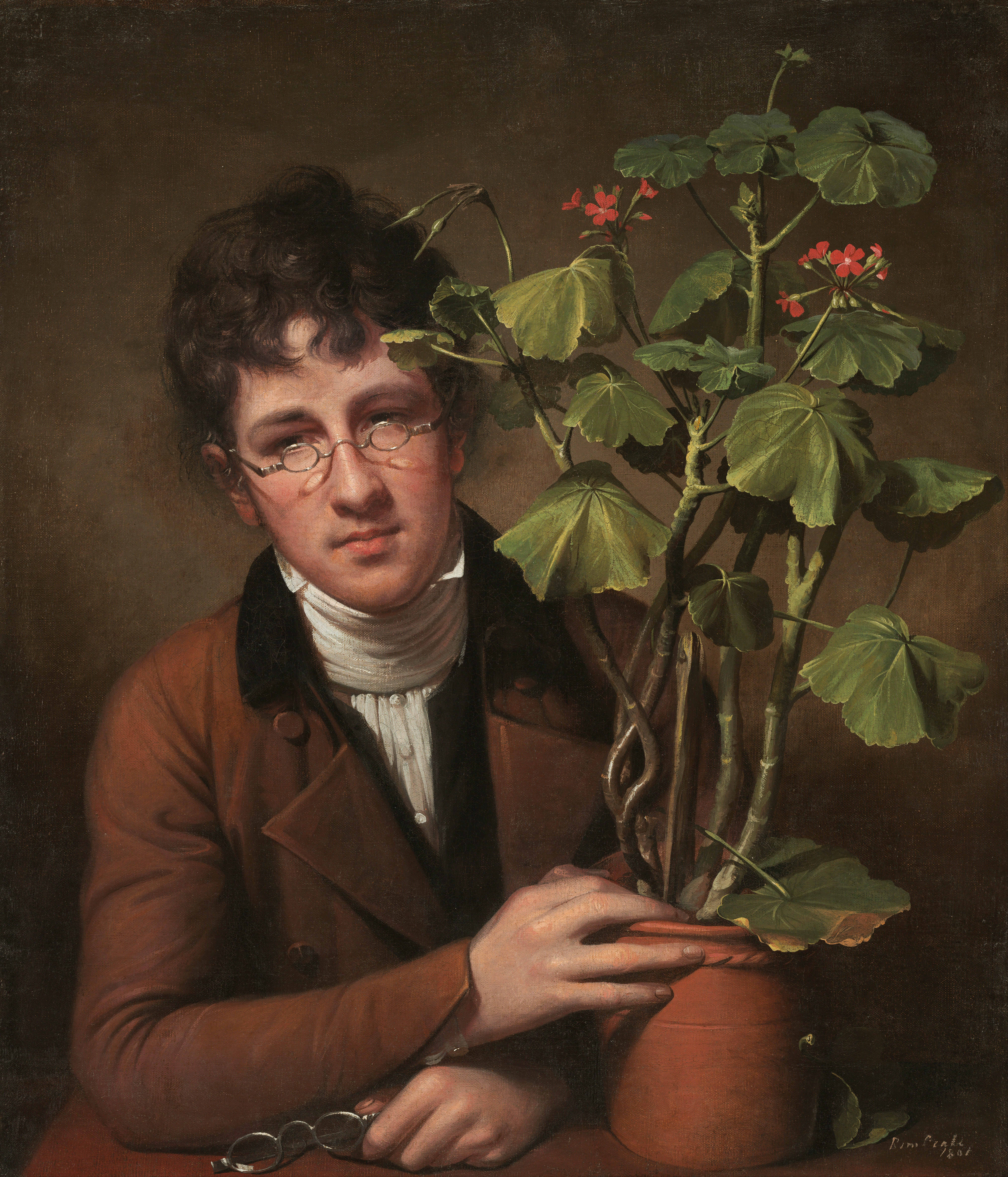
Rubens Peale muskátlival (1801)
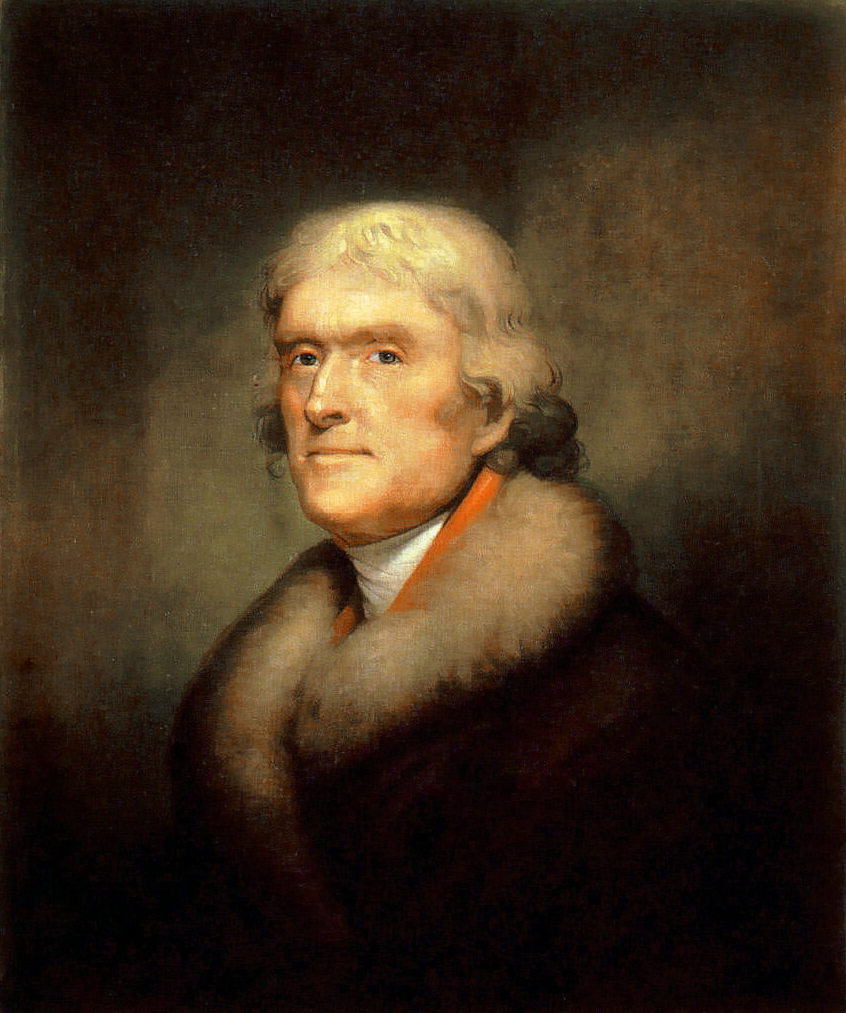
Thomas Jefferson (1805)
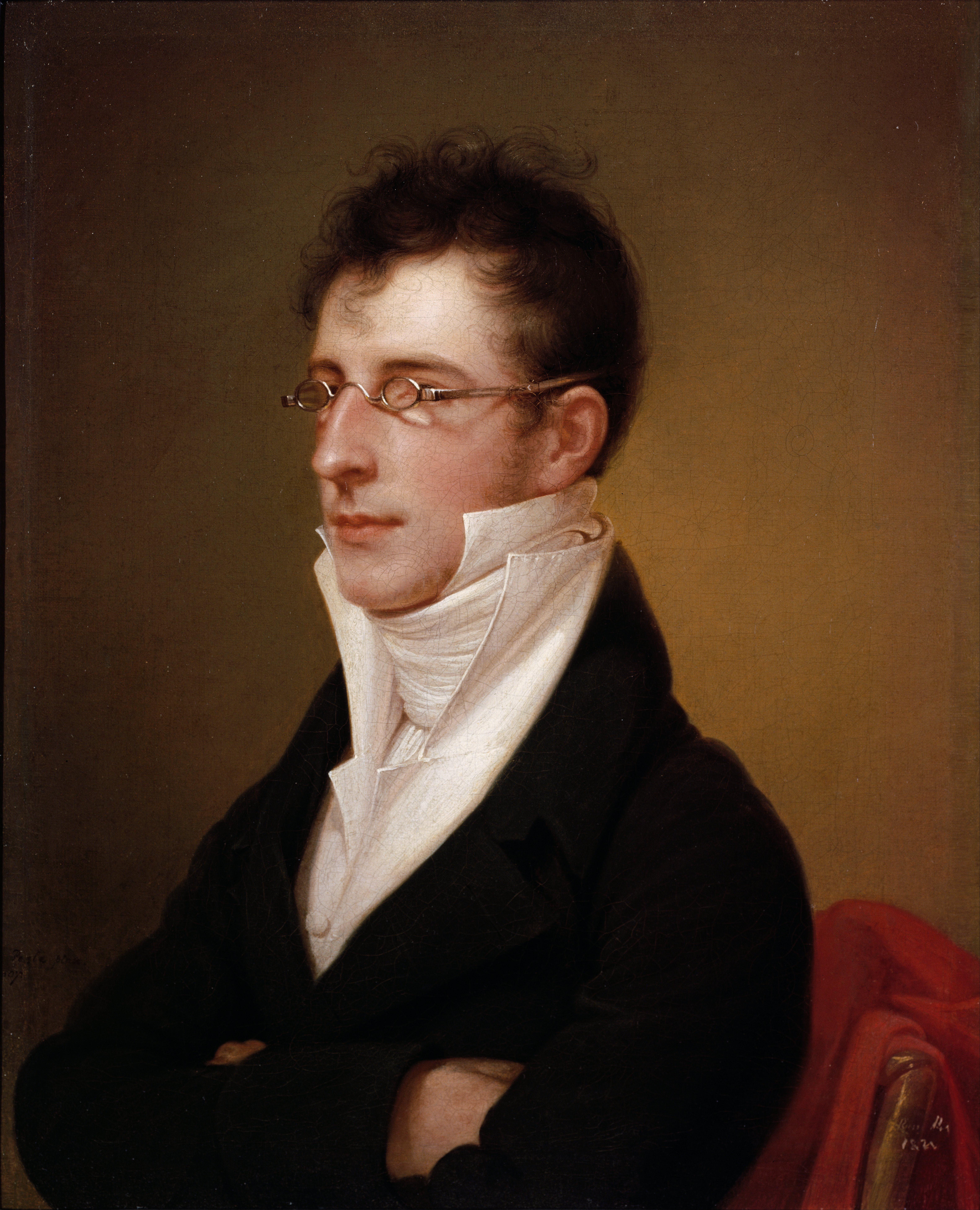
Rubens Peale portréja (1807)
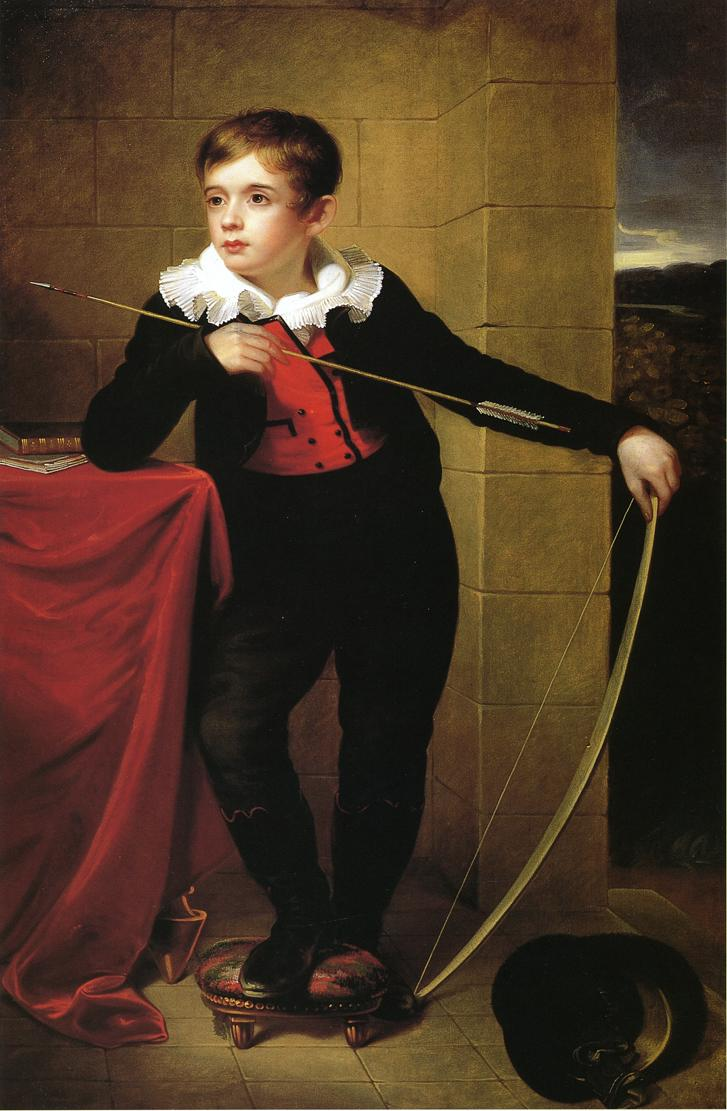
Egy fiú a Taylor családból (1812)
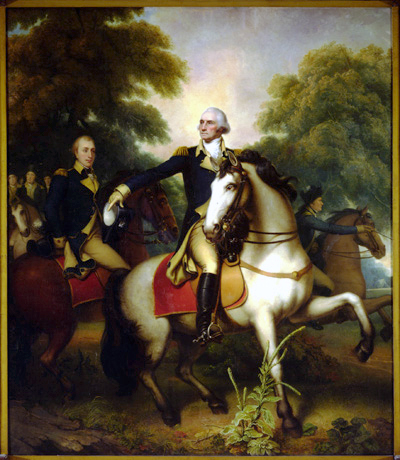
Washington Yorktown előtt (1823)
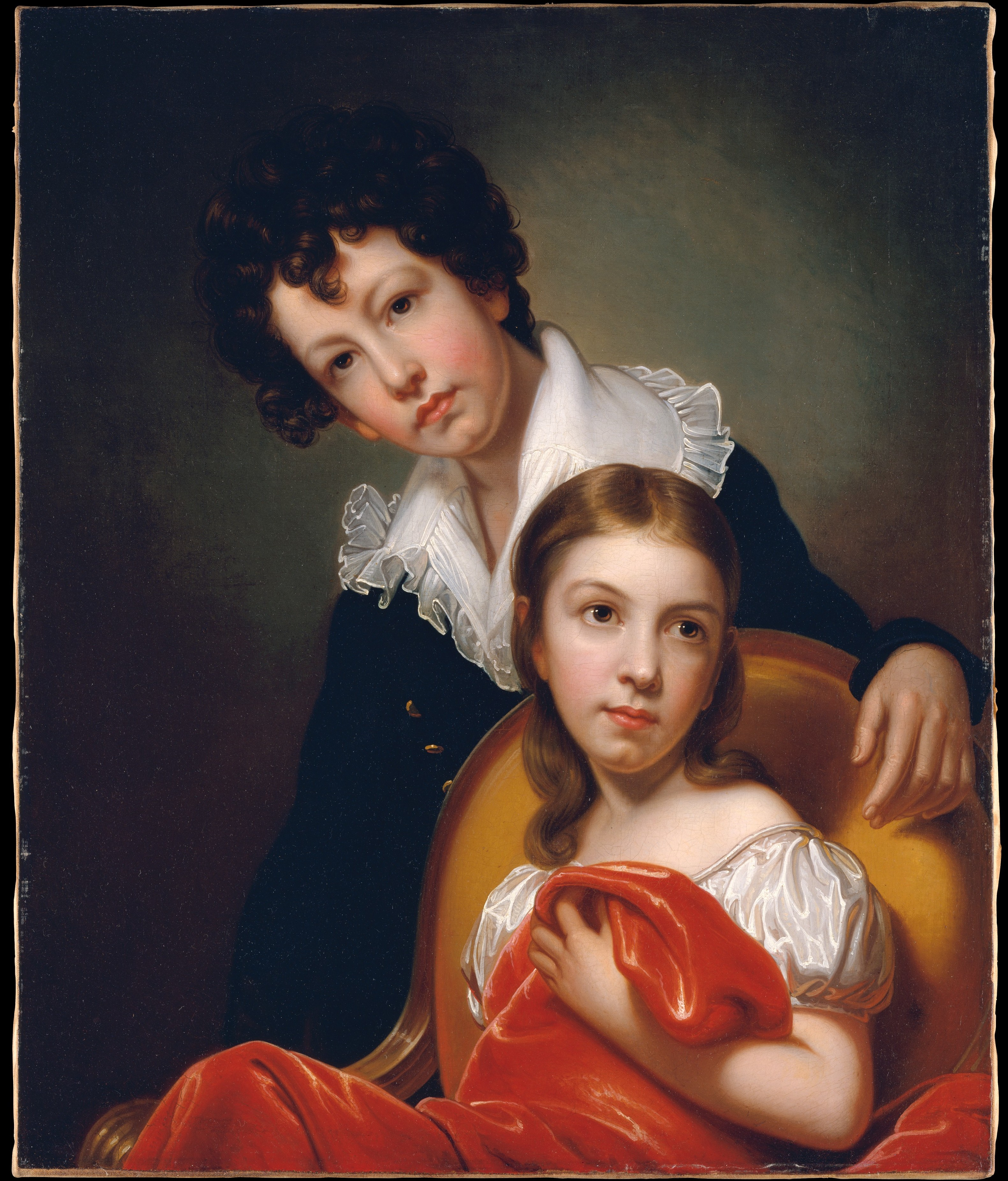
Michael Angelo és Emma Clara Peale (1826)
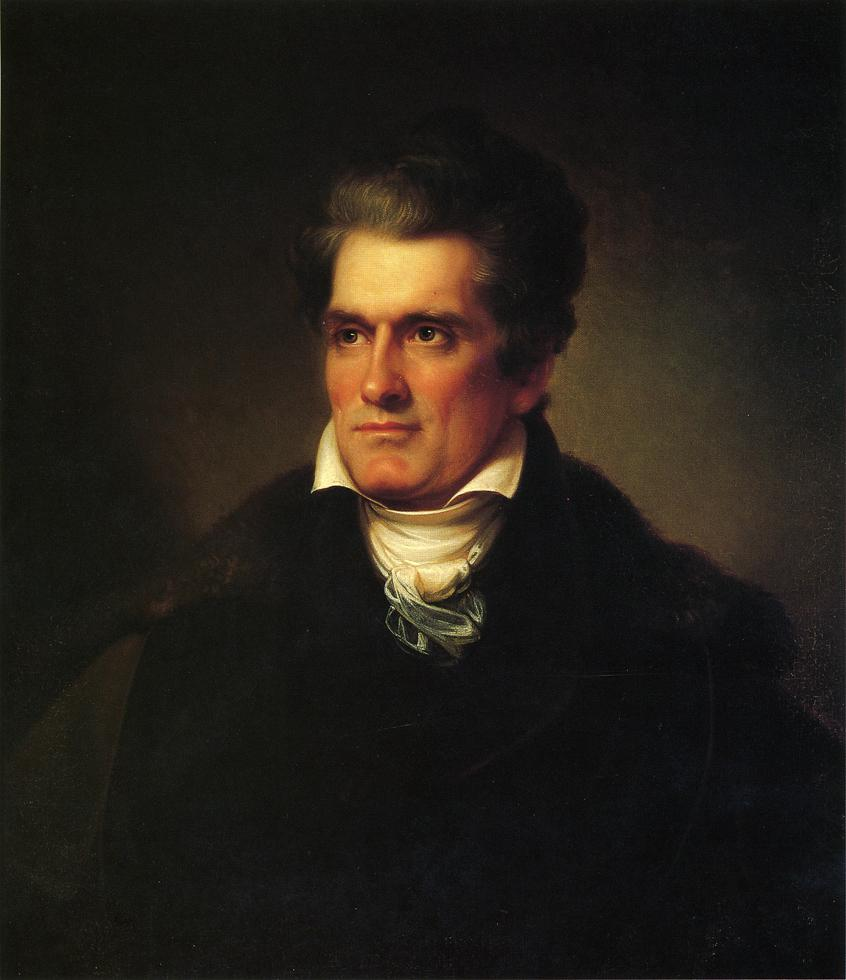
John C. Calhoun (1834)
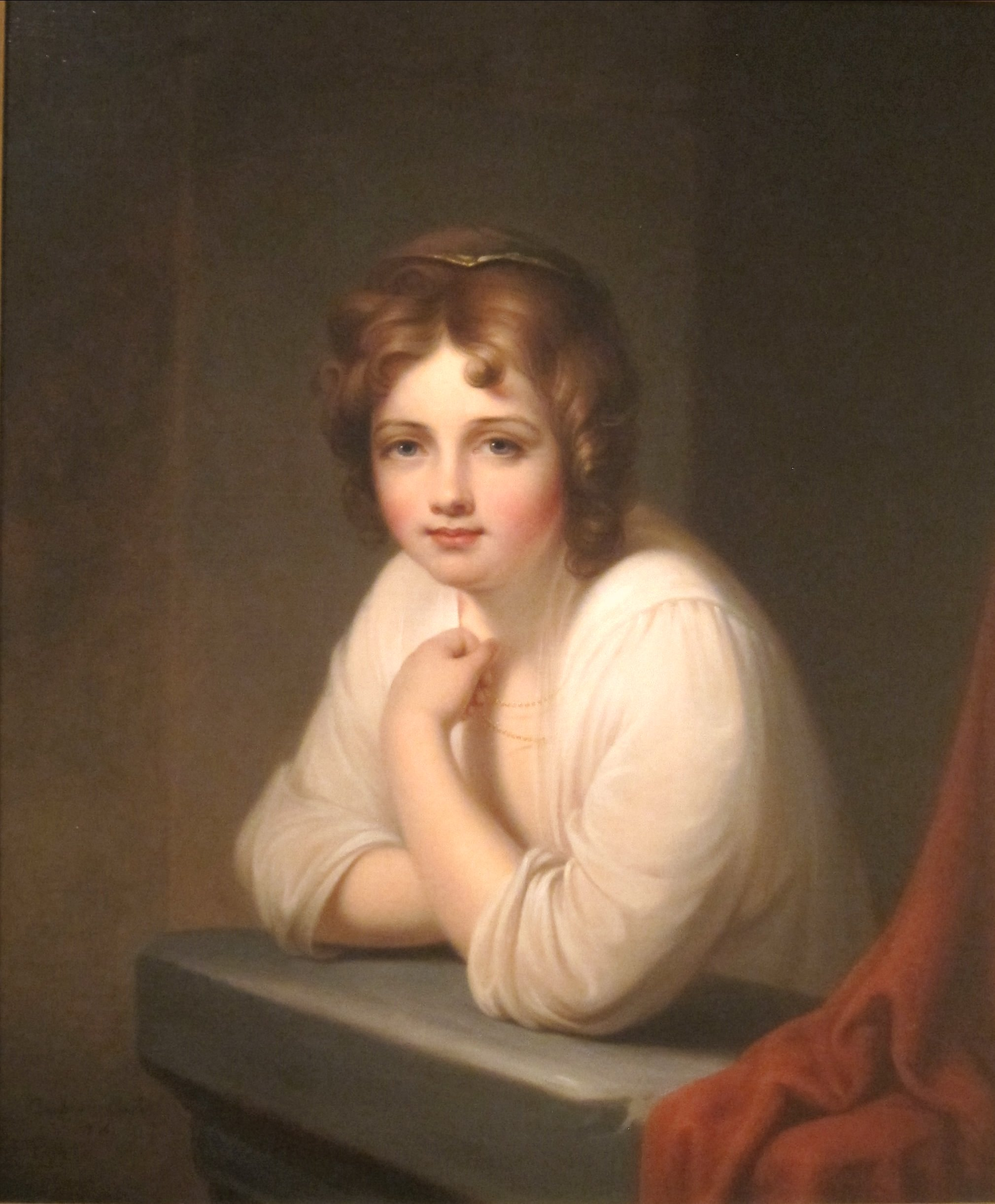
Lány az ablakban (Rosalba Peale)" (1846)
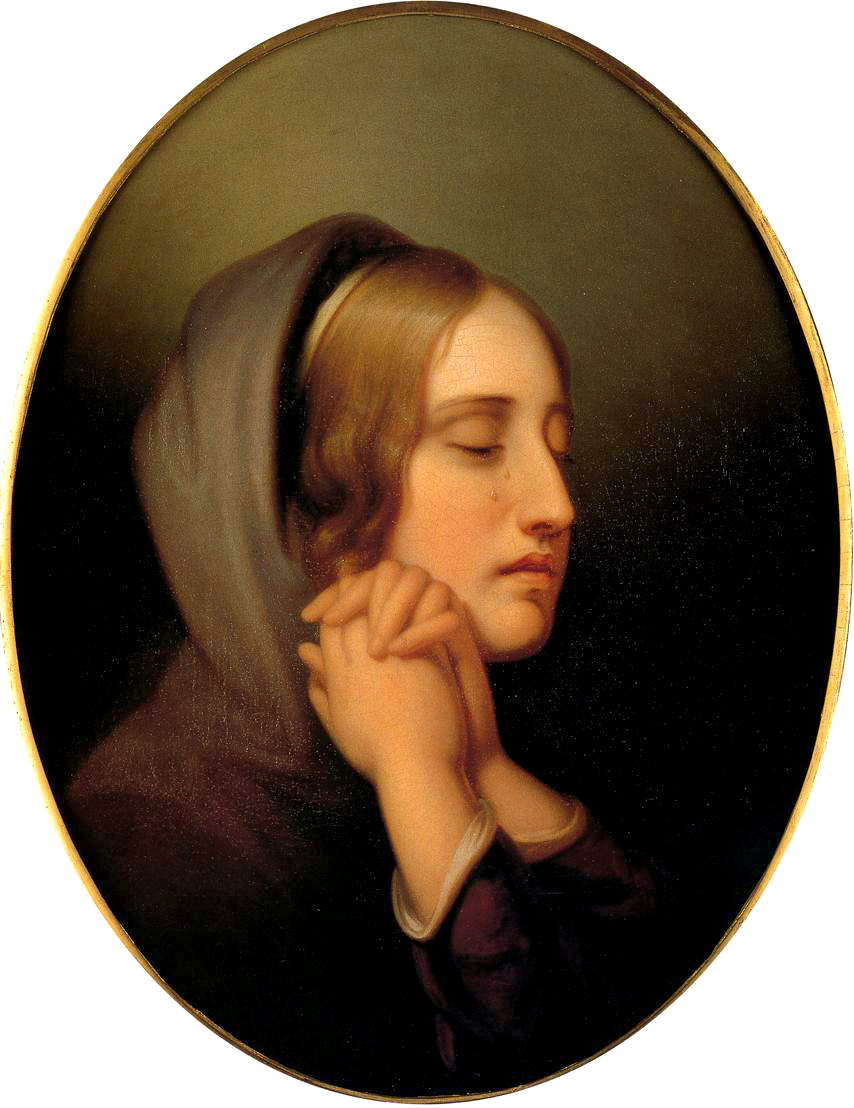
A bánat gyöngye (1849)

## Külső hivatkozások
- Rembrandt Peale on Artcyclopedia.com